# Curly Girl Method

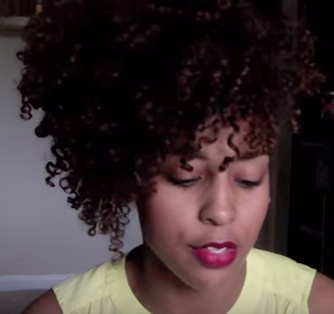
Curly Girl Method

Il Curly Girl Method è un approccio per la cura dei capelli progettato per capelli naturalmente ricci che non sono stati modificati chimicamente con la permanente liscia. È simile al metodo "no poo" in quanto dissuade dall'uso dello shampoo. Tra le altre cose, richiede l'uso di un balsamo detergente al posto dello shampoo (chiamato anche "lavaggio con balsamo" o "co-washing"), niente siliconi (utilizzati in molti balsami commerciali e prodotti per lo styling), l'uso di un diffusore quando ci si asciuga i capelli e il non utilizzare pettini, spazzole o asciugamani in spugna. Include anche suggerimenti per l'utilizzo di gel per capelli e altri prodotti per lo styling. Lo scopo in generale è quello di trattare i capelli naturalmente ricci delicatamente, riducendo al minimo i danni alla cuticola del capello; per mantenerli idratati, visto che i capelli ricci sono più inclini alla secchezza rispetto ai capelli lisci; e, forse la cosa più importante, per accentuare piuttosto che interferire con la tipologia naturale di ricci.
Il più importante sistema di classificazione dei capelli ricci raggruppa i tipi di ricci da 2 a 4 e da A a C (che rappresentano una crescente tenuta del riccio) con la tipologia 1 che rappresenta la completa assenza di ricci (o capelli lisci). La tipologia 2 comprende, in generale, vari gradi di capelli mossi, nella tipologia 3 si tratta di ricci morbidi e a spirale, e il tipo 4 comprende ricci più stretti, piegature e spirali molto strette.

## Storia

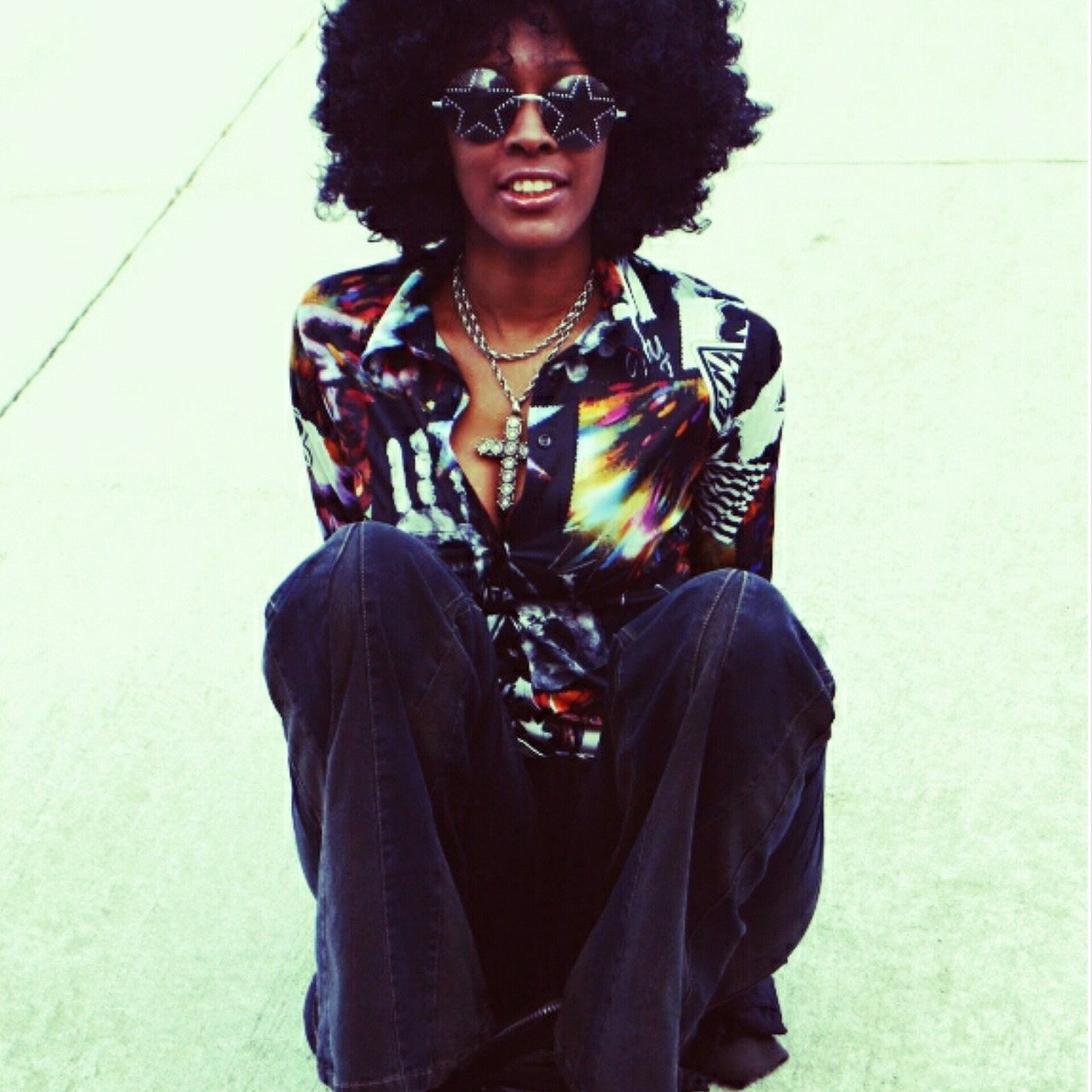
Donna con capelli afro

Mentre prima di allora erano in uso alcune variazioni del metodo, nel 2001 è stato presentato a un pubblico più ampio dalla parrucchiera Lorraine Massey, fondatrice dei Devachan Salons. Lorraine si è separata da Devacurl alcuni anni fa e ora è proprietaria e fondatrice dei prodotti Curly World e Spiral XYZ Curl Salon a New York. Quando il Curly Girl Hand Book fu pubblicato per la prima volta, i capelli lisci erano lo stile prevalente per le donne negli Stati Uniti, nel Regno Unito e altrove, e molte donne si sentivano costrette a lisciare i capelli con piastre o permanenti lisce. Massey parla nella sua introduzione dell'essere cresciuta in Inghilterra, dove è stata presa in giro per avere i capelli ricci. Quando si è trasferita a New York, ha avuto un'esperienza rivelatrice: "gli ebrei, italiani, latino americani e afroamericani che vivevano intorno a me avevano capelli ricci che assomigliavano ai miei! Non sembravo più né mi sentivo un'outsider".
Dall'inizio del 2010, le acconciature ricce sono diventate più popolari e sostenute da molte celebrità come Yara Shahidi, Solange Knowles, Viola Davis e Sarah Jessica Parker.

## Variazioni

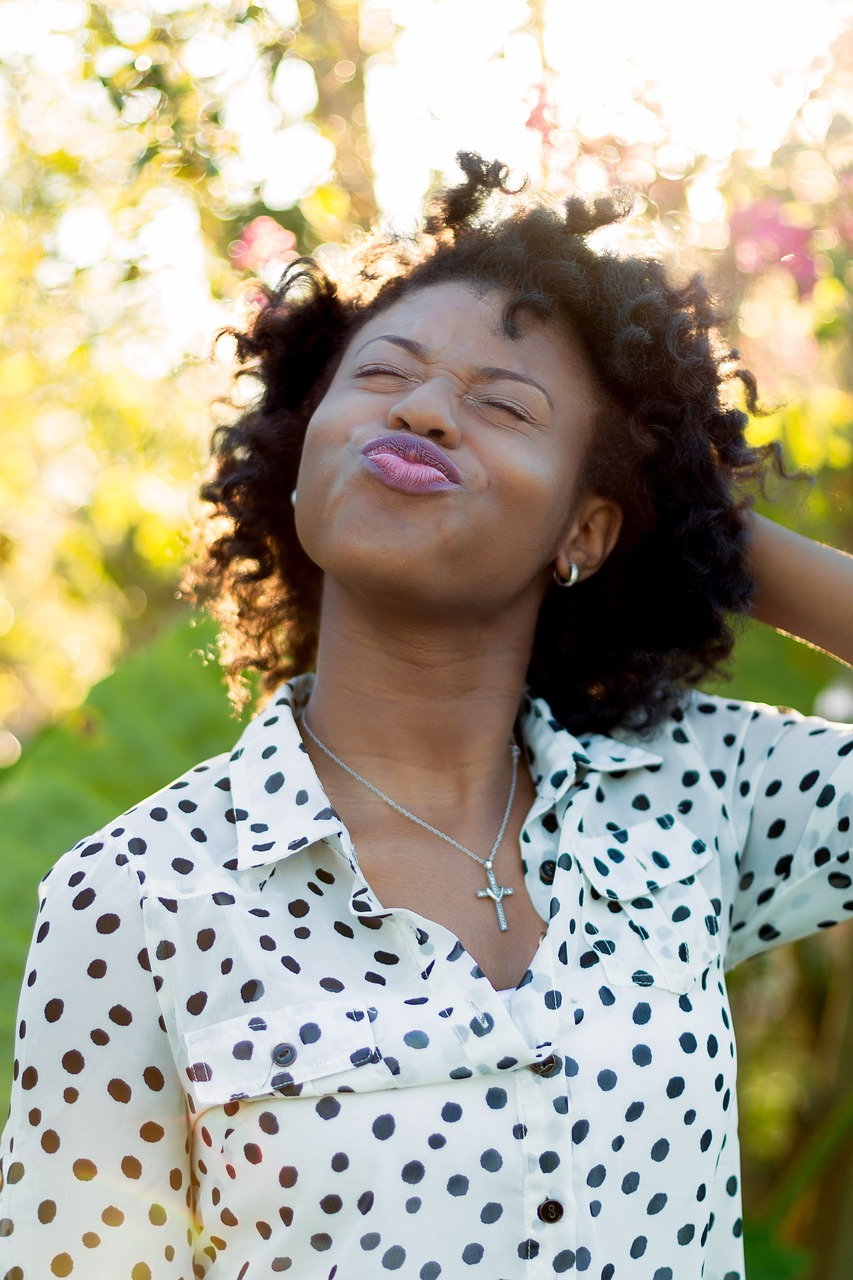
Donna con i capelli ricci

Le persone con diverse strutture di capelli hanno adattato il metodo alle loro esigenze. Le varianti più diffuse includono l'uso di shampoo senza solfati, che sono ora più ampiamente disponibili di quanto lo fossero nel 2001, e l'asciugatura occasionale con l'uso di protettivi termici.
Il metodo è utilizzato anche dagli uomini; il nome "ragazza riccia" ("curly girl") riflette l'importanza relativa della cura dei capelli per donne e ragazze a causa delle aspettative della società. Il metodo può essere utilizzato anche su capelli crespi, ricci e ondulati, che sono spesso considerati di capelli ricci sui siti di cura dei capelli e nei sistemi di tipizzazione dei capelli.
A mano a mano che il co-washing è diventato più popolare, la domanda dei consumatori ha generato un nuovo prodotto per capelli, il "co-wash detergente", che secondo i sostenitori rimuove l'accumulo di prodotti dai capelli e dal cuoio capelluto senza gli effetti di secchezza che genera lo shampoo tradizionale.
Il libro di Massey include anche tecniche per tagliare i capelli ricci, come tagliare i capelli quando sono asciutti anziché bagnati. Tecniche di taglio dei capelli correlate includono il taglio Deva, taglio Ouidad, e RI CI.
Altri autori hanno scritto guide per la cura dei capelli ricci che si concentrano su specifici tipi di capelli. Curly Like Me: How to Grow Your Hari Healthy, Long and Strong di Teri LaFlesh offre consigli naturali per la cura dei capelli, specialmente per i ricci stretti. Better than Good Hair: The Curly Girl Guide to Healthy, Gorgeous Natural Hair di Nikki Walton si concentra sui capelli afro. Gli autori del sito web Naturally Curly forniscono consigli sulla cura dei capelli in base al tipo di ricci, alla porosità e ad altri fattori.
Il curly girl method richiede anche di conoscere la porosità dei capelli. Ci sono porosità dei capelli bassa, media e alta. La bassa porosità dei capelli è quando le cuticole dei capelli sono chiuse. I capelli a bassa porosità hanno difficoltà a ricevere idratazione, ma una volta assorbita rimarranno idratati. Questo tipo di porosità è comune con i capelli che hanno subito poco o nessun danno (né dagli strumenti per lo styling né da sostanze chimiche) e quindi è il livello di porosità preferito. I capelli di media porosità si presentano quando le cuticole dei capelli sono allentate, permettendo all'umidità di essere facilmente assorbita e trattenuta. L'alta porosità si verifica quando ci sono degli spazi nelle cuticole dei capelli che consentono ai capelli di idratarsi facilmente ma anche di perdere facilmente l'umidità con la stessa facilità con cui è stata assorbita. Questi spazi sono causati da danni a lungo termine ai capelli dovuti a manipolazione eccessiva, danni da calore e danni chimici causati da tinte per capelli e rilassanti.